# Адміністративний устрій Любашівського району
Адміністративний устрій Любашівського району — адміністративно-територіальний поділ ліквідованого Любашівського району Одеської області на 2 селищні громади та 8 сільських рад, які об'єднували 55 населених пунктів та були підпорядковані Любашівській районній раді. Адміністративний центр — смт Любашівка..
Любашівський район був ліквідований 17 липня 2020 року.

## Список громадЛюбашівського району
| № | Назва                         | Центр             | Населені пункти | Площа км² | Місце за площею | Населення (2001), чол. | Місце за населенням | Розташування |
| - | ----------------------------- | ----------------- | --- | --------- | --------------- | ---------------------- | ------------------- | ------------ |
| 1 | Зеленогірська селищна громада | смт Зеленогірське | смт Зеленогірське с. Василівка с. Володимирівка c. Гвоздавка Друга с. Гвоздавка Перша с. Познанка Друга c. Познанка Перша с. Солтанівка с. Чабанівка с. Шликареве c. Ясенове Друге с. Ясенове Перше |           |                 |                        |                     |              |
| 2 | Любашівська селищна громада   | смт Любашівка     | смт Любашівка с. Агафіївка с. Агеївка с. Антонівка с. Вишневе c. Іванівка с. Нововоздвиженка с. Олександрівка с. Пилипівка c. Сергіївка с. Степанівка с. Янівка (Іванівка)                          |           |                 |                        |                     |              |

## Список радЛюбашівського району(з 2018 року)
| № | Назва                         | Центр             | Населені пункти                                                                                    | Площа км² | Місце за площею | Населення (2001), чол. | Місце за населенням | Розташування |
| - | ----------------------------- | ----------------- | -------------------------------------------------------------------------------------------------- | --------- | --------------- | ---------------------- | ------------------- | ------------ |
| 1 | Бобрицька сільська рада       | c. Бобрик Перший  | c. Бобрик Перший с. Арчепитівка с. Бобрик Другий с. Янишівка                                       |           |                 |                        |                     |              |
| 2 | Боківська сільська рада       | c. Бокове         | c. Бокове с. Велике Бокове с. Заплази с. Петрівка с. Чайківка                                      |           |                 |                        |                     |              |
| 3 | Кричунівська сільська рада    | c. Кричунове      | c. Кричунове с. Адамівка                                                                           |           |                 |                        |                     |              |
| 4 | Маловасилівська сільська рада | c. Мала Василівка | c. Мала Василівка с. Велика Василівка с. Комарівка с. Михайлівка с. Новоолександрівка              |           |                 |                        |                     |              |
| 5 | Новокарбівська сільська рада  | c. Новокарбівка   | c. Новокарбівка с. Бобрицьке с. Дмитрівське с. Сирівське с. Чайківське с. Червоний Яр с. Шкарбинка |           |                 |                        |                     |              |
| 6 | Новоселівська сільська рада   | c. Новоселівка    | c. Новоселівка с. Демидівка                                                                        |           |                 |                        |                     |              |
| 7 | Покровська сільська рада      | c. Покровка       | c. Покровка                                                                                        |           |                 |                        |                     |              |
| 8 | Троїцька сільська рада        | c. Троїцьке       | c. Троїцьке с. Катеринівка Перша с. Козачий Яр с. Новотроїцьке с. Шайтанка                         |           |                 |                        |                     |              |

## Список радЛюбашівського району(до 2018 року)
| №  | Назва                         | Центр              | Населені пункти                                                                                             | Площа км² | Місце за площею | Населення (2001), чол. | Місце за населенням | Розташування |
| -- | ----------------------------- | ------------------ | --- | --------- | --------------- | ---------------------- | ------------------- | ------------ |
| 1  | Зеленогірська селищна рада    | смт Зеленогірське  | смт Зеленогірське                                                                                           |           |                 |                        |                     |              |
| 2  | Любашівська селищна рада      | смт Любашівка      | смт Любашівка с. Вишневе                                                                                    |           |                 |                        |                     |              |
| 3  | Агафіївська сільська рада     | с. Агафіївка       | с. Агафіївка с. Пилипівка                                                                                   |           |                 |                        |                     |              |
| 4  | Бобрицька сільська рада       | c. Бобрик Перший   | c. Бобрик Перший с. Арчепитівка с. Бобрик Другий с. Янишівка                                                |           |                 |                        |                     |              |
| 5  | Боківська сільська рада       | c. Бокове          | c. Бокове с. Велике Бокове с. Заплази с. Петрівка с. Чайківка                                               |           |                 |                        |                     |              |
| 6  | Гвоздавська сільська рада     | c. Гвоздавка Друга | c. Гвоздавка Друга с. Василівка с. Володимирівка с. Гвоздавка Перша с. Солтанівка с. Чабанівка с. Шликареве |           |                 |                        |                     |              |
| 7  | Іванівська сільська рада      | c. Іванівка        | c. Іванівка с. Агеївка с. Антонівка с. Степанівка                                                           |           |                 |                        |                     |              |
| 8  | Кричунівська сільська рада    | c. Кричунове       | c. Кричунове с. Адамівка                                                                                    |           |                 |                        |                     |              |
| 9  | Маловасилівська сільська рада | c. Мала Василівка  | c. Мала Василівка с. Велика Василівка с. Комарівка с. Михайлівка с. Новоолександрівка                       |           |                 |                        |                     |              |
| 10 | Новокарбівська сільська рада  | c. Новокарбівка    | c. Новокарбівка с. Бобрицьке с. Дмитрівське с. Сирівське с. Чайківське с. Червоний Яр с. Шкарбинка          |           |                 |                        |                     |              |
| 11 | Новоселівська сільська рада   | c. Новоселівка     | c. Новоселівка с. Демидівка                                                                                 |           |                 |                        |                     |              |
| 12 | Познанська сільська рада      | c. Познанка Перша  | c. Познанка Перша с. Познанка Друга                                                                         |           |                 |                        |                     |              |
| 13 | Покровська сільська рада      | c. Покровка        | c. Покровка                                                                                                 |           |                 |                        |                     |              |
| 14 | Сергіївська сільська рада     | c. Сергіївка       | c. Сергіївка с. Яновка (Іванівка) с. Нововоздвиженка с. Олександрівка                                       |           |                 |                        |                     |              |
| 15 | Троїцька сільська рада        | c. Троїцьке        | c. Троїцьке с. Катеринівка Перша с. Козачий Яр с. Новотроїцьке с. Шайтанка                                  |           |                 |                        |                     |              |
| 16 | Ясенівська сільська рада      | c. Ясенове Друге   | c. Ясенове Друге с. Ясенове Перше                                                                           |           |                 |                        |                     |              |

* Примітки: м. — місто, с-ще — селище, смт — селище міського типу, с. — село

## Зміни
Рішенням виконкому Одеської обласної Ради депутатів трудящих від 11 червня 1969 р. виключено з облікових даних село Дачне Троїцької сільради.
7 вересня 1982 р. знято з обліку село Панкратівка Троїцької сільради.
У липні 1997 р. знято з облікових даних с. Маломайорське (Маловасилівської сільради).
У листопаді 2006 р. знято з облікових даних с. Погреби (Познанської сільради) та с. Дмитрівка (Новоселівської сільради). У травні 2010 р. з обліку було знято село Корніївка.
17 березня 2016 року згідно із законом «Про засудження комуністичного та націонал-соціалістичного (нацистського) тоталітарних режимів в Україні та заборону пропаганди їхньої символіки» село Жовтневе змінило назву на Вишневе.